# 国鉄950形蒸気機関車

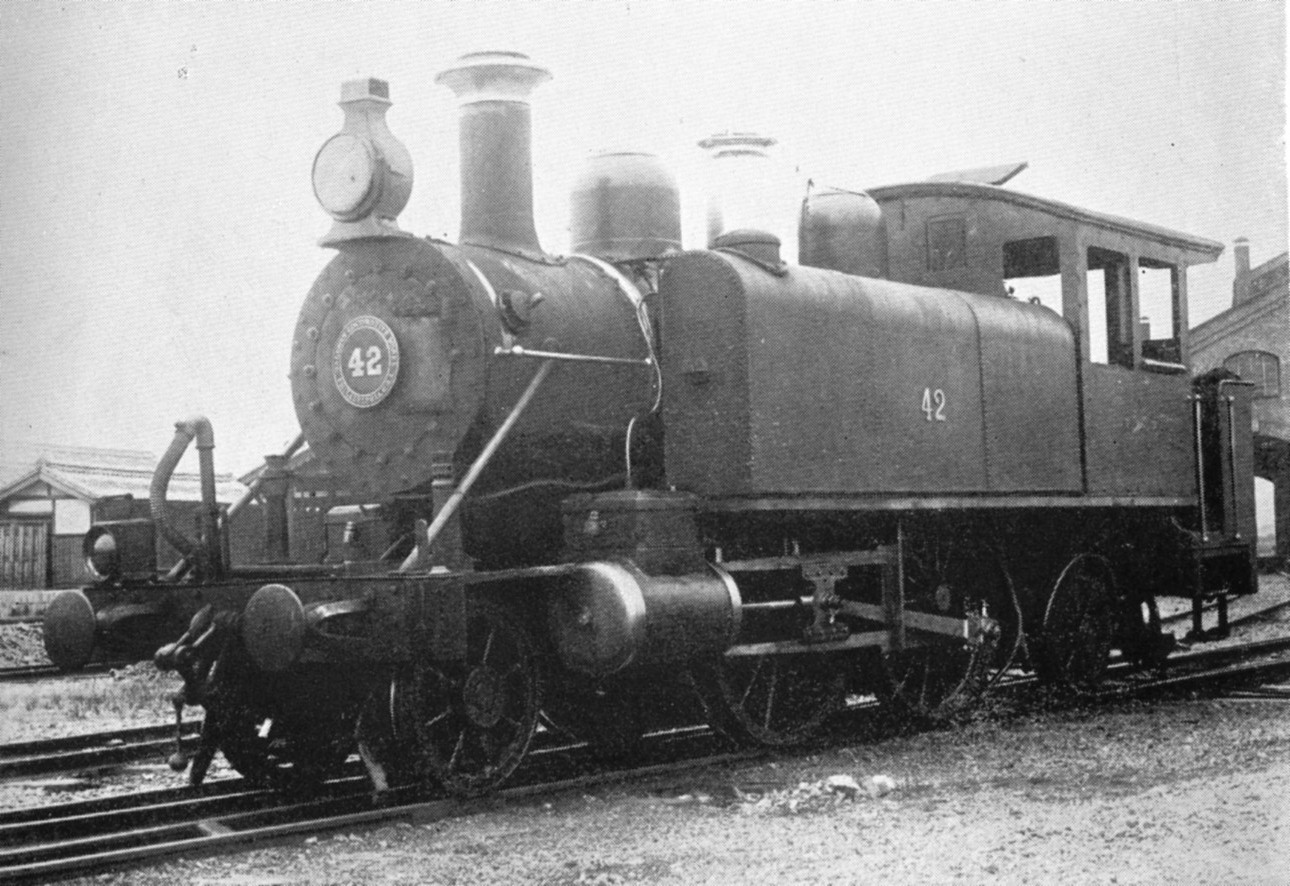
山陽鉄道 42（後の鉄道省 951）

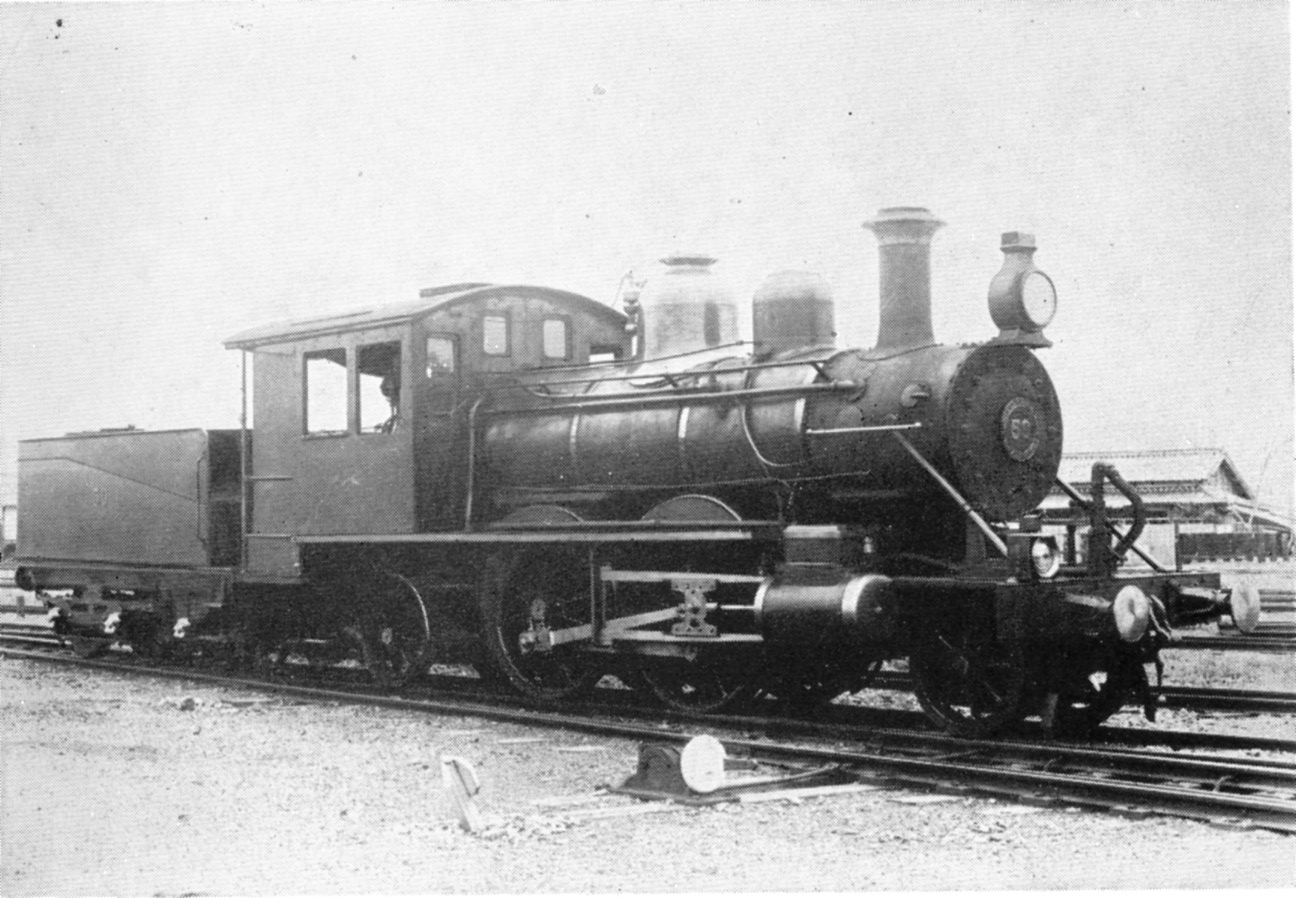
山陽鉄道 50（後の鉄道省 5050）

950形は、かつて日本国有鉄道（国鉄）の前身である鉄道院（官設鉄道）に在籍したタンク式蒸気機関車である。もとは、山陽鉄道がアメリカ合衆国のボールドウィン・ロコモティブ・ワークス社から1895年（明治28年）に輸入した近距離快速運転用機関車で、1906年（明治39年）の国有化により官設鉄道に編入されたものである。
本項では、本形式の改造により製作されたテンダー機関車5050形についても記述する。

## 概要
山陽鉄道が兵庫 - 姫路間で使用するために、ボールドウィン社に発注した車軸配置2-4-2(1B1)、2気筒単式の飽和式タンク機関車で、10両（製造番号14781 - 14790）が製造、輸入された。山陽鉄道では10形（41 - 50）とされた。メーカー規格では8-22 1/4Cと称したが、その標準寸法とは大きく異なっていた。
動輪径は1,524mm(5ft)と大きく、軸距も1,676mmで、後に日本鉄道がスケネクタディ・ロコモティブ・ワークス社から輸入した900形と設計思想を一にしている。特徴的なのは運転室背部の炭庫が独立して設けられていることであったが、運転室後部には風除けが取り付けられていた。煙突は鋼製のキャップ付きで、ボイラーの第2缶胴上には安全弁と汽笛を併設した蒸気ドームがあり、その前後に2個の砂箱が設けられていた。煙室側部からは支柱（ブレース）が伸びて、前端梁を支えている。側水槽は箱型であるが、上縁部に大きな丸みが付けられている。

### 950形主要諸元
- 全長：9,601mm
- 全高：3,581mm
- 全幅：2,591mm
- 軌間：1,067mm
- 車軸配置：2-4-2(1B1)
- 動輪直径：1,524mm(5ft)
- 弁装置：スチーブンソン式アメリカ型

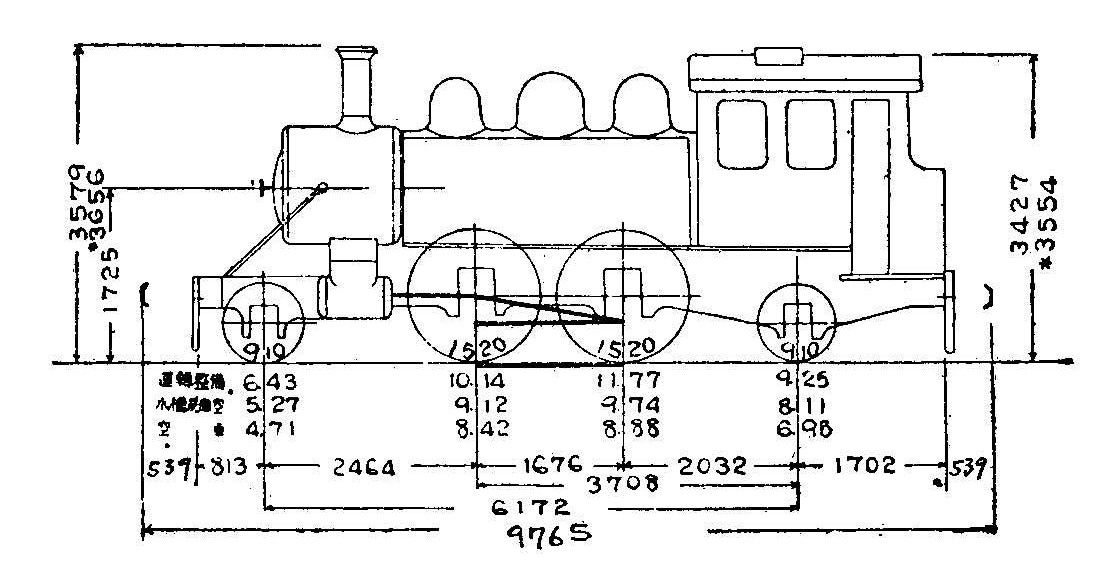
形式図

- シリンダー（直径×行程）：356mm×508mm
- ボイラー圧力：10.2kg/cm2
- 火格子面積：1.11m2
- 全伝熱面積：68.0m2
  - 煙管蒸発伝熱面積：60.9m2
  - 火室蒸発伝熱面積：7.1m2
- ボイラー水容量：2.1m3
- 小煙管（直径×長サ×数）：45mm×3118mm×140本
- 機関車運転整備重量：37.59t
- 機関車空車重量：28.96t
- 機関車動輪上重量（運転整備時）：21.91t
- 機関車動輪軸重（第2動輪上）：11.77t
- 水タンク容量：4.4m3
- 燃料積載量：1.37t
- 機関車性能
  - シリンダ引張力（0.85P）：4,030kg
- ブレーキ装置：手ブレーキ、真空ブレーキ

### 5050形主要諸元
- 全長：14,168mm
- 全高：3,581mm
- 全幅：2,591mm
- 軌間：1,067mm
- 軸配置：2-4-2(1B1)
- 動輪直径：1,524mm(5ft)
- 弁装置：スチーブンソン式アメリカ型
- シリンダー（直径×行程）：356mm×508mm
- ボイラー圧力：10.2kg/cm2
- 火格子面積：1.11m2
- 全伝熱面積：68.1m2
- 機関車運転整備重量：19.80t?
- 機関車空車重量：10.40t?
- 機関車動輪上重量（運転整備時）：20.20t
- 機関車動輪軸重（第1動輪上）：10.40t
- 炭水車重量（運転整備）：21.20t
- 水タンク容量：9.06m3
- 燃料積載量：2.84t
- 機関車性能
  - シリンダ引張力（0.85P）：4,030kg
- ブレーキ装置：手ブレーキ、真空ブレーキ

## 経歴
前述のように、本形式は兵庫 - 姫路間で使用されたが、46が1899年（明治32年）に事故のため廃車となり、北越鉄道に譲渡されて同社のE形(15)となった。その際、ボイラーは新造され、運転室と炭庫も接続された。
山陽鉄道では自社の兵庫工場で、50の炭庫と側水槽を取り外し、3軸片ボギー式の炭水車を接続してテンダー機関車に改造した。動輪直径の大きい快速機関車として長距離用への転用を目論んだものと思われる。旧の出入口は窓なしの鋼板で覆われ、風除けもその後方へ移された。この改造により、同車は形式19とされたが、改番は行なわれなかった。
1909年（明治42年）に、私設鉄道国有化を受けて制定された鉄道院の車両称号規程では、旧山陽鉄道の41 - 45, 47 - 49が950形（950 - 957）、旧北越鉄道の15が950形（958）、旧山陽鉄道の50が5050形（5050）に改められた。5050については、同年、鷹取工場でタンク式に復元されて950形（959）に編入された。
国有化後は、北越鉄道引継ぎの958が中部鉄道管理局で使われたが、間もなく僚車のいる西部鉄道管理局に転じ、1910年代後半に湊町に転じて城東線の軽旅客列車牽引用に使用された。その後、1931年（昭和6年）から1935年（昭和10年）にかけて廃車されたが、民間に払下げられたもの、保存されたものはなかった。